# أنقليس ثعباني أفطس الأنف
أنقليس ثعباني أفطس الأنف (الاسم العلمي: Ophichthus brevirostris) هو نوع من الأنقليس، يتبع فصيلة الأنقليس الثعباني.